# Severino Citaristi
Severino Citaristi (Villongo, 16 settembre 1921 – Bergamo, 10 febbraio 2006) è stato un politico italiano.

## Biografia
Laureatosi all'Università Cattolica del Sacro Cuore di Milano, fece parte della Resistenza partigiana e nel 1947 si iscrisse alla Democrazia Cristiana. Di professione editore (tra l'altro fondò la casa editrice Minerva Italica), fu Sindaco di Villongo dal 1956 al 1964 e Presidente dell'Amministrazione provinciale di Bergamo dal 1970 al 1976. Deputato della VII legislatura (1976), della VIII (1979) e della IX (1983). Senatore della X legislatura (1987) e della XI (1992). Fu Sottosegretario al Turismo e Spettacolo del governo Craxi.
Durante Mani Pulite, Citaristi - all'epoca tesoriere della DC -  ricevette 74 avvisi di garanzia, il primo il 12 maggio 1992, un record per cui divenne il simbolo dell'inchiesta Tangentopoli. Fu condannato in Cassazione a 16 anni di carcere e oltre 8 miliardi di lire di ammende; il 15 giugno 1994 venne anche arrestato nell'ambito dell'inchiesta su tangenti pagate dai fratelli Caltagirone per gli appalti per la costruzione di una delle torri al Portello-Fiera, ma a causa delle sue avverse condizione di salute fu rimesso in libertà dopo 8 giorni di arresti domiciliari.
Nel 1999, in un programma condotto da Bruno Vespa, raccontò la sua versione dei fatti:
"Io ho sempre ammesso il finanziamento illecito alla DC, ma la gran parte delle condanne mi ha riconosciuto la corruzione in concorso con pubblici ufficiali ignoti. Non ne hanno trovato uno, perché io non ho mai corrotto nessuno"
Negli ultimi anni della sua vita aderì alla Casa delle Libertà, e in particolare all'UDC. Morì a 84 anni, nel 2006. Otto anni prima, in un incidente aereo avvenuto in Colombia, aveva perso la figlia Silvia di 39 anni e il nipote.